# 高山穗序薹
高山穗序薹（学名：Carex rochebrunei），又名书带薹草，为莎草科薹草属下的一个种。这种物种分布在以下地区：
- 印度尼西亚的爪哇岛
- 俄罗斯的滨海边疆区
- 苏门答腊岛
- 印度
- 日本
- 中华人民共和国

## 扩展阅读
- 維基物種上的相關：高山穗序薹